# Thijs Boermans
Thijs Boermans (Amsterdam, 28 september 1996) is een Nederlands acteur. Hij speelde in diverse films en series, waaronder Buenas Chicas, Jimmy en Goede tijden, slechte tijden.

## Levensloop
Boermans maakte in juni 2014 zijn acteerdebuut in de korte film Gameboy, waarin hij de hoofdrol van Thijs vertolkte. Vervolgens speelde hij in diverse televisieseries, waaronder Noord Zuid, Trollie en Tessa. In september 2016 maakte Boermans zijn debuut op het witte doek in de speelfilm De held, waarin hij de rol van Mich Edelman vertolkte. In 2017 speelde Boermans de rol van Davy in de film Kleine IJstijd, geregisseerd door zijn moeder Paula van der Oest.
Van oktober 2017 tot mei 2018 vertolkte Boermans de rol van Lamar in de jeugdserie SpangaS. Hierna speelde hij in diverse films en series, waaronder Oogappels, Keizersvrouwen, Nachtwacht: Het duistere hart en Vals.
In januari 2021 verscheen Boermans als presentator van de online-serie The Spotlight, waarin hij elke aflevering een andere acteur interviewde. Datzelfde jaar was hij te zien als Rem in de Videoland-serie Follow de SOA.
In 2022 was Boermans een van de deelnemers aan het 22e seizoen van het RTL 4-programma Expeditie Robinson. Hij viel als dertiende af en eindigde daarmee op de negende plek. 
Van januari 2023 tot en met februari 2024 vertolkte Boermans de rol van Jonathan Seegers in de RTL 4-soap Goede tijden, slechte tijden. Hierna was Boermans te zien in meerdere bioscoopfilms, waaronder All Inclusive in 2023 en Buenas Chicas en Jimmy in 2024. Tevens was Boermans in 2024 te zien in het Videoland-programma Special Forces VIPS.

## Privé
Boermans is de jongste zoon van regisseur Theu Boermans en regisseuse Paula van der Oest. Hij heeft een oudere broer, regisseur Bobby Boermans, en een zusje, actrice Antje Boermans. Boermans is de kleinzoon van liedjesschrijver Frans Boermans.
In de zomer van 2023 werd bekend dat Boermans een relatie heeft met presentatrice Anna Nooshin. In het voorjaar van 2024 kregen ze samen een dochter. Datzelfde jaar, op 3 mei, opende Boermans een Italiaans restaurant in Amsterdam.

## Filmografie

### Film
- 2014: Gameboy, als Thijs
- 2015: De leerling, als Benny
- 2016: De held, als Mich Edelman
- 2017: Kleine IJstijd, als Davy
- 2019: Vals, als Jeroen
- 2019: Nachtwacht: Het duistere hart, als Sylvar
- 2020: Laatste rit, als jongen in de taxi
- 2021: Boys Feels: I Love Trouble, als Thijs
- 2023: All Inclusive, als Rogee
- 2024: Buenas Chicas, als Rogier
- 2024: Jimmy, als Jason
- 2025: iHostage, als Matthijs
- 2025: Lekker met de meiden, als Michael

### Televisie

#### Als acteur
- 2015: Noord Zuid, als Philip
- 2015: Trollie, als Lucas
- 2015-2016: Tessa, als David
- 2016: De Ludwigs, als jongen in het park
- 2016: Centraal Medisch Centrum, als Joshua Kramer
- 2016: La famiglia, als Tommie
- 2017-2018: SpangaS, als Lamar
- 2018: Flikken Maastricht, als Bastiaan Coolen
- 2019: Oogappels, als Joris
- 2019: Keizersvrouwen, als Tito Konijn
- 2020: Oorlog-stories, als Freek
- 2021: Follow de SOA, als Rem
- 2022: WTF?!, als Jesse
- 2023-2024: Goede tijden, slechte tijden, als Jonathan Seegers

#### Overig
- 2022: Expeditie Robinson, deelnemer
- 2024: Special Forces VIPS, deelnemer